# Тоні Бартон
Тоні Бартон (англ. Tony Barton; 8 квітня 1937, Саттон — 20 серпня 1993, Гемпшир) — англійський футболіст, що грав на позиції флангового півзахисника. По завершенні ігрової кар'єри — футбольний тренер. Привів «Астон Віллу» до успіху в 1982 році в Кубку європейських чемпіонів, через три місяці після приходу в клуб. Він також виграв в «Барселони» в 1982 році в Суперкубку УЄФА.

## Ігрова кар'єра
Народився 8 квітня 1937 року в місті Саттон. Тоні Бартон зіграв один матч за учнівську збірну Англії, а також 5 матчів за молодіжну. Свою клубну футбольну кар'єру він розпочав з «Фулгемом», до якого він приєднався у сімнадцять років. Після закінчення терміну оренди в «Саттон Юнайтед» він отримав статус професіонала з «Фулгемом» у травні 1954 року. Він забив 8 раз у 49 іграх за «Фулгем».
Він перейшов в «Ноттінгем Форест» в грудні 1959 року, але не утвердився в команді, зігравши лише 22 гри і забивши один гол.
У грудні 1961 року перейшов до клубу «Портсмут», за який відіграв 6 сезонів. Більшість часу, проведеного у складі «Портсмута», був основним гравцем команди, зігравши 130 ігор і забив 34 голи. Завершив професійну кар'єру футболіста виступами за команду «Портсмут» у 1967 році.

## Кар'єра тренера
Після відходу на пенсію як гравця, Бартон залишився в тренерському штабі «Портсмута».
Згодом він приєднався до тренерського штабу «Астон Вілли», ставши помічником тренера Рона Сондерса в 1980 році. Клуб виграв чемпіонат у 1981 році, і Бартон був призначений на місце головного тренера у лютому 1982 року після того, як Сондерс подав у відставку.
Бартон керував клубом під час перемоги над «Баварією» в 1982 році у фіналі Кубка європейських чемпіонів, а також в Суперкубку УЄФА в наступному сезоні, але виступи в чемпіонаті (шосте місце в 1983 році і десяте в 1984 році) не відповідали їхнім успіхам у Європі, через що Бартон був звільнений у травні 1984 року.
У липні 1984 року Тоні обійняв посаду тренера «Нортгемптон Таун», але залишив посаду у квітні 1985 року після перенесеного серцевого нападу.
У вересні того ж року він став помічником тренера «Саутгемптона», Кріса Ніколла, залишаючись в клубі до травня 1988 року.
Пізніше він став асистентом тренера «Портсмута» і в лютому 1991 року вступив на посаду виконуючого обов'язки після звільнення Франка Барровза. Після відходу з «Портсмута» він працював скаутом в декількох клубах.
20 серпня 1993 року Тоні Бартон помер від серцевого нападу у віці 56 років у місті Гемпшир.

## Титули і досягнення

### Як тренера
- Володар Кубка чемпіонів УЄФА (1):

«Астон Вілла»: 1981–1982
- Володар Суперкубка Європи (1):

«Астон Вілла»: 1982